# Ussurohelcon
Ussurohelcon är ett släkte av steklar. Ussurohelcon ingår i familjen bracksteklar.
Kladogram enligt Catalogue of Life:
| Ussurohelcon | \| \| Ussurohelcon annulicornis \| \| \| \| \| \| Ussurohelcon celebensis \| \| \| \| \| \| Ussurohelcon koshunensis \| \| \| \| \| \| Ussurohelcon longigenis \| \| \| \| \| \| Ussurohelcon nigricornis \| \| \| \| |
|              | \| \| Ussurohelcon annulicornis \| \| \| \| \| \| Ussurohelcon celebensis \| \| \| \| \| \| Ussurohelcon koshunensis \| \| \| \| \| \| Ussurohelcon longigenis \| \| \| \| \| \| Ussurohelcon nigricornis \| \| \| \| |
|              | Ussurohelcon annulicornis |
|              | |
|              | Ussurohelcon celebensis |
|              | |
|              | Ussurohelcon koshunensis |
|              | |
|              | Ussurohelcon longigenis |
|              | |
|              | Ussurohelcon nigricornis |
|              | |